# Le Samyn 2025
La Le Samyn 2025, ufficialmente Ename Samyn Classic 2025, cinquantasettesima edizione della corsa e valevole come evento dell'UCI Europe Tour 2025 categoria 1.1, si svolse il 4 marzo 2025 su un percorso di 199,1 km, con partenza da Quaregnon e arrivo a Dour, in Belgio. La vittoria fu appannaggio dell'olandese Mathieu van der Poel, che completò il percorso in 4h19'39", alla media di 46,008 km/h, precedendo i francesi Paul Magnier e Émilien Jeannière.
Sul traguardo di Dour 138 ciclisti, su 169 partiti da Quaregnon, portarono a termine la competizione.

## Squadre e corridori partecipanti
| N.      | Cod. | Squadra            |
| ------- | ---- | ------------------ |
| 1-7     | IWA  | Intermarché-Wanty  |
| 11-17   | ARK  | Arkéa-B&B Hotels   |
| 21-27   | ADC  | Alpecin-Deceuninck |
| 31-37   | XAT  | XDS Astana Team    |
| 41-47   | TPP  | Team Picnic PostNL |
| 51-57   | GFC  | Groupama-FDJ       |
| 61-67   | TBV  | Bahrain Victorious |
| 71-76   | LTK  | Lidl-Trek          |
| 81-87   | SOQ  | Soudal Quick-Step  |
| 91-97   | LOT  | Lotto              |
| 101-107 | TEN  | TotalEnergies      |
| 111-117 | UXM  | Uno-X Mobility     |
| 121-127 | TNN  | Team Novo Nordisk  |

| N.      | Cod. | Squadra                        |
| ------- | ---- | ------------------------------ |
| 131-137 | EUS  | Euskaltel-Euskadi              |
| 141-147 | RKT  | Unibet Tietema Rockets         |
| 151-157 | WB2  | Wagner Bazin WB                |
| 161-167 | TFB  | Team Flanders-Baloise          |
| 171-177 | ICA  | Israel Premier Tech Academy    |
| 181-187 | VRR  | Van Rysel-Roubaix              |
| 191-197 | TIS  | Tarteletto-Isorex              |
| 201-207 | LKH  | Team Lotto Kern-Haus PSD Bank  |
| 211-217 | BCY  | BEAT Cycling Club              |
| 221-227 | IBA  | Illes Balears Arabay Cycling   |
| 231-237 | VWE  | VolkerWessels Cycling Team     |
| 241-247 | SWY  | Diftar Continental Cyclingteam |

## Ordine d'arrivo (Top 10)
| Pos. | Corridore            | Squadra       | Tempo    |
| ---- | -------------------- | ------------- | -------- |
| 1    | Mathieu van der Poel | Alpecin       | 4h19'39" |
| 2    | Paul Magnier         | Soudal        | s.t.     |
| 3    | Émilien Jeannière    | TotalEnergies | s.t.     |
| 4    | Jenthe Biermans      | Arkéa         | s.t.     |
| 5    | Lewis Askey          | Groupama      | s.t.     |
| 6    | Stian Fredheim       | Uno-X         | s.t.     |
| 7    | Hugo Hofstetter      | Israel A.     | s.t.     |
| 8    | Alessandro Romele    | Astana        | s.t.     |
| 9    | Amaury Capiot        | Arkéa         | s.t.     |
| 10   | Lukáš Kubiš          | Unibet        | s.t.     |